# Chica del ring

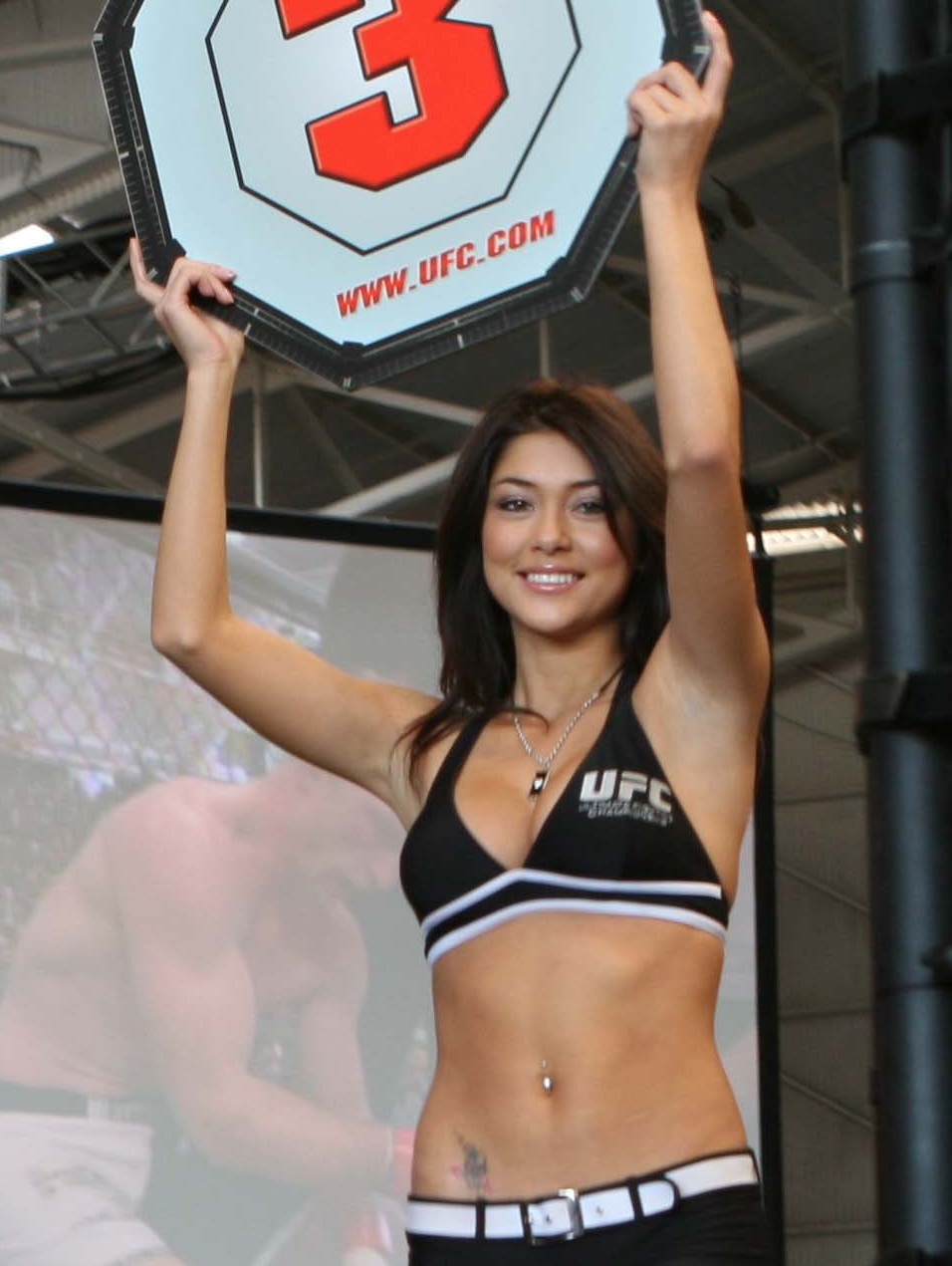
La chica del ring de la UFC Arianny Celeste indica el comienzo del tercer round

Una chica del ring o ring girl es una mujer que ingresa al ring entre los asaltos de un deporte de combate, llevando un cartel que muestra el número del próximo round. Son vistas a menudo en el boxeo, el kickboxing y las artes marciales mixtas. En los últimos años esta práctica ha generado controversia, pues algunos especialistas afirman que las ring girls son innecesarias y que promueven el sexismo, mientras que otros aseguran que simplemente son parte del espectáculo y que representan una tradición inofensiva.

## Historia

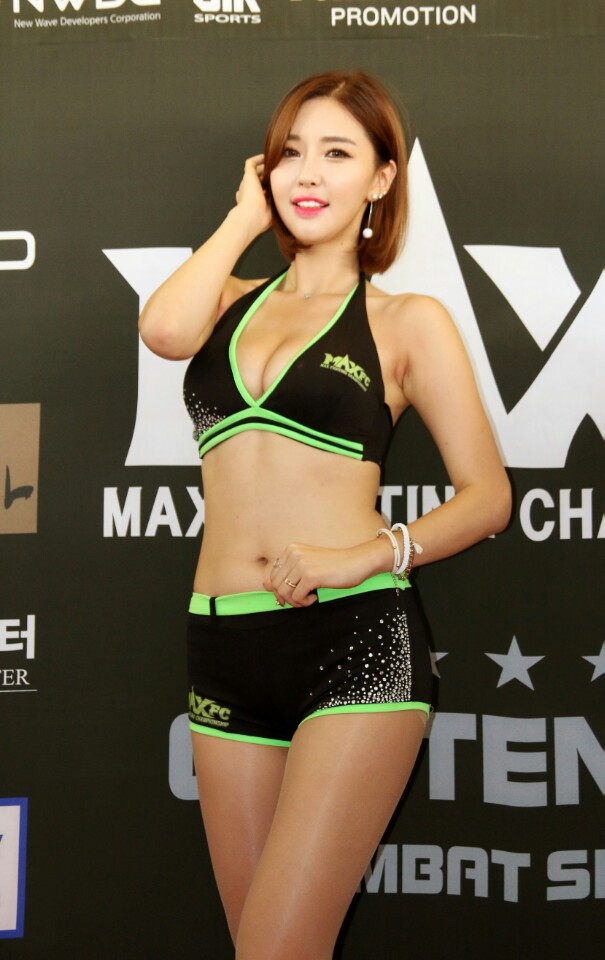
Una chica del ring o ring girl en un evento profesional de lucha libre

Las chicas del ring aparecieron por primera vez en una edición de 1965 de la revista especializada en boxeo The Ring. El magazín publicó una foto de una modelo de Las Vegas con un cartel en un combate de boxeo, y más adelante este concepto fue adoptado en muchas competencias de este deporte a nivel internacional.
En la lucha libre profesional, las chicas del ring son asistentes que retiran el equipo de entrada (como chaquetas, batas y otras prendas) y los cinturones de campeón a los luchadores antes de un combate. Durante la década de 1980, la World Wrestling Entertainment empleó a chicas del ring con coloridos atuendos, conocidas como «Federettes». Desde su creación en 2002, Total Nonstop Action Wrestling ha contado con varias chicas del ring.
Durante el primer año de emisión del programa WWE Raw se pudieron ver a varias ring girls llevando carteles con diversos eslóganes temáticos de Raw entre los combates.

### Actividades relacionadas
Desde finales de la década de 2010, algunas chicas del ring han aparecido en diversas revistas de moda o de variedades. Un ejemplo notable es la revista Playboy, que ha aprovechado la popularidad de las ring girls para incluir a algunas de ellas en sus portadas o en sus páginas. Algunas modelos notables que han posado para esta revista y que en algún momento se desempeñaron como chicas del ring incluyen:
| Modelo          | Fecha             | Edición        | Notas                              |
| --------------- | ----------------- | -------------- | ---------------------------------- |
| Rachelle Leah   | Octubre de 2008   | Playboy        | Chica del ring para la UFC         |
| Arianny Celeste | Noviembre de 2010 | Playboy        | Chica del ring para la UFC         |
| Birttney Palmer | Marzo de 2012     | Playboy        | Chica del ring para la UFC         |
| Victoria Elise  | Junio de 2021     | Playboy México | Chica del ring para eventos de MMA |

## Controversias

### Denuncias de sexismo

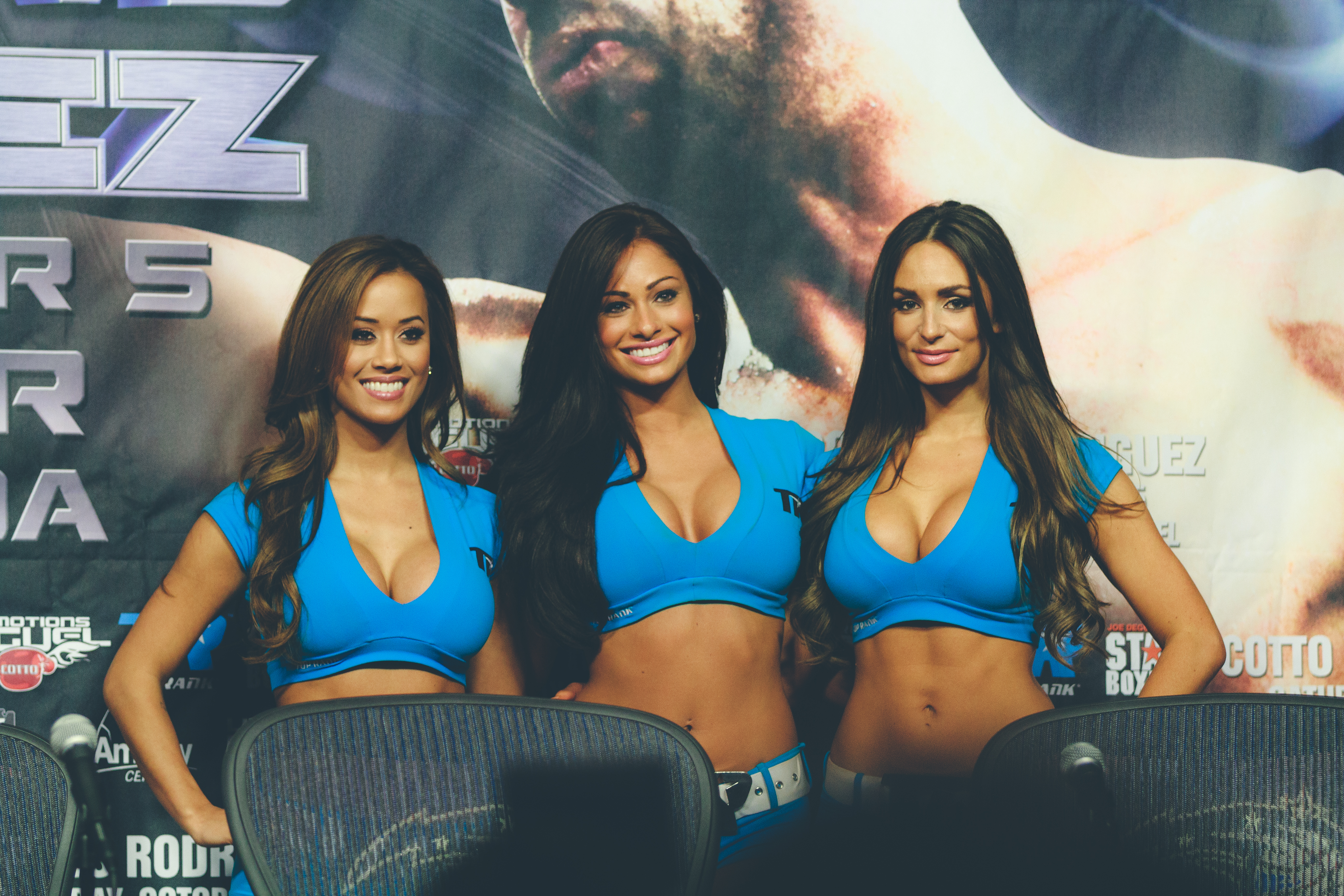
Chicas del ring posando para las cámaras en un evento de artes marciales mixtas

Algunos periodistas deportivos afirman que las ring girls son «innecesarias». Por el contrario, algunas personas consideran que representan una tradición inofensiva. La promotora de boxeo Lisa Elovich se refiere a esta práctica como «parte del espectáculo».
También se ha propuesto la inclusión de «ring boys» o «chicos del ring» para los combates femeninos. La boxeadora profesional Mikaela Laurén afirmó al respecto: «Me gustaría que hubieran chicos del ring. Creo que es justo, y estoy segura que a las mujeres del público les encantaría la idea».
Aunque la compañía de lucha femenina Invicta FC utiliza chicas del ring, en una oportunidad presentó al luchador de la UFC y ocasional modelo Elias Theodorou para que sirviera como chico del ring en el evento Invicta FC 28. Sin embargo, Theodorou recibió críticas por aprovechar la ocasión para promocionar a sus patrocinadores.

### Remuneración
Se ha especulado también que las ring girls cobran más que algunas atletas. En 2015, la excampeona de peso gallo de la UFC Ronda Rousey manifestó al respecto: «¿Creen que el hecho de que ella camine en círculos (refiriéndose al oficio de las ring girls) vale más que la labor de las luchadoras? [...] O las ring girls cobran demasiado, o las luchadoras no cobran lo suficiente». Se dice que las chicas del ring de la UFC cobran 18 000 dólares al año.
Arianny Celeste, ring girl de la UFC, descalificó las acusaciones de Rousey y defendió su profesión: «Creo que la gente no se da cuenta del trabajo que supone ser modelo [...] Intentar ser como un maniquí vivo y que los clientes te pongan un millón de trajes diferentes, no es tan fácil como parece».